# Казафани
Каса̀фани (на гръцки: Καζάφανι; на турски: Ozanköy) е село в Кипър, окръг Кирения. Според статистическата служба на Северен Кипър през 2011 г. селото има 3070 жители.
Де факто е под контрола на непризнатата Севернокипърска турска република.